# ループ (テレビ技術会社)
株式会社ループ（英称：LOOP）は、主にテレビ番組に関する制作技術（カメラ、VE、音声）や編集技術を行う制作プロダクションである。

## 会社概要

### 所在地
〒153-0043 東京都目黒区東山3-6-16　石綿ビル5F

### 設立
平成4年2月

### 役員
- 代表取締役 : 芹澤哲也
- 取締役 : 谷茂岡 稔
- 取締役 : 西屋 浩隆
- 執行役員 : 下妻 邦康
- 執行役員 : 築館 寛

### 事業部
- 技術部（カメラ、音声、VE.照明、アシスタント）
- 制作部（プロデューサー、ディレクター、編集）
- 営業部

## 所属スタッフ

### 技術部
SW (スイッチャー) ・カメラマン担当
- 下妻 邦康

カメラマン
- 谷茂岡 稔
- 築館 寛

## 主な作品

### 技術協力

#### テレビ番組
- テラスハウス (フジテレビ)
- ボクらの時代 (フジテレビ)
- ヘンないきもの (フジテレビ)
- セブンルール (関西テレビ)
- 世界の車窓から (テレビ朝日)
- 朝だ!生です旅サラダ (ABC朝日放送)
- 開運!なんでも鑑定団 (テレビ東京)
- 美の巨人たち (テレビ東京)
- MASKMEN (テレビ東京)
- 旅ヌード (テレビ東京)
- ドラGO! (テレビ東京)
- TVチャンピオン (テレビ東京)
- 朝の!さんぽ道 (テレビ東京)
- 柴田くんのBダッシュゲーム道 (テレビ東京)
- にっぽん!歴史鑑定 (BS-TBS)
- 謎解き!江戸のススメ (BS-TBS)
- 目からウロコの骨董塾 (BSジャパン)
- 歌う！セールスマン (千葉テレビ)
- 歌謡曲の匠 (BS12)
- 明日使える心理学!テッパンノート (毎日放送)
- HAMASHO (読売テレビ)
- グッピー!! (読売テレビ)
- バグルー!! (名古屋テレビ)

#### 映画
- テラスハウス クロージング・ドア
- 犬に名前をつける日

## 関連会社
株式会社411 JAPAN
| スタブアイコン | サブスタブ | この項目は、まだ閲覧者の調べものの参照としては役立たない、企業に関連した書きかけの項目です。この項目を加筆・訂正などしてくださる協力者を求めています（PJ:経済）。 |